# Valescourt
Valescourt é uma comuna francesa na região administrativa de Altos da França, no departamento de Oise. Estende-se por uma área de 6,87 km². Em 2010 a comuna tinha 297 habitantes (densidade: 43,2 hab./km²).